# Disaster Report 4 Plus: Summer Memories
Disaster Report 4 Plus: Summer Memories (絶体絶命都市4Plus -Summer Memories-?, Zettai zetsumei toshi 4 Plus: Summer Memories) è un videogioco d'avventura del 2018, prodotto e pubblicato dallo studio giapponese Granzella per PlayStation 4, ambientato in uno scenario urbano durante un grande terremoto.

## Sviluppo
Zettai zetsumei toshi 4: Summer Memories (絶体絶命都市4 -Summer Memories-?) fu annunciato nel 2010 per PlayStation 3 come quarto videogioco della serie iniziata con SOS: The Final Escape. L'uscita del gioco fu annullata in seguito al terremoto e maremoto del Tōhoku del 2011. Kazuma Kujo acquisì tramite la società Granzella i diritti della serie, annunciando che Summer Memories sarebbe stato sviluppato per PlayStation 4. Il gioco è stato poi annunciato, con l'aggiunta della parola Plus nel titolo, per il 2018.